# Il figlio della luna
Il figlio della luna è un film per la televisione italiano del 2007 diretto da Gianfranco Albano.

## Produzione e trasmissione
È prodotto da Rai Fiction e da 11 marzo Cinematografica. Narra la vera storia di Fulvio Frisone e della sua famiglia. La regia è di Gianfranco Albano, e gli attori protagonisti sono Lunetta Savino, Antonio Milo, Nicoletta Nicotra, Alessandro Morace, Paolo Briguglia. Il film venne trasmesso in prima visione su Rai 1 giovedì 22 febbraio 2007, e, secondo i dati Auditel, fu il programma più visto della prima serata con 7.216.000 telespettatori e il 27,61% di share. Venne inoltre trasmesso in replica dalla rete ammiraglia della Rai giovedì 5 giugno 2008, e fu nuovamente il programma più visto: secondo i dati Auditel, infatti, ottenne 4.600.000 telespettatori e il 19,16% di share. Viene riproposto in onda il 29 maggio 2020, sempre su Rai 1, in prima serata.

## Trama
Basato sulla reale storia di Fulvio Frisone, nato con una tetraplegia spastica distonica grave al punto da impedirgli persino di parlare. Grazie soprattutto agli sforzi immani della mamma Lucia, Fulvio, apparentemente condannato ad una vita senza sbocchi, riesce a studiare con grandissimo profitto ed oggi è un affermato scienziato nel campo della Fisica.